# Dänische Badmintonmeisterschaft 1981
Die Dänische Badmintonmeisterschaft 1981 fand Anfang Februar 1981 statt. Es war die 51. Austragung der nationalen Titelkämpfe im Badminton in Dänemark.

## Sieger und Platzierte
| Disziplin    | Gold                           | Silber                                | Bronze                                     |
| ------------ | ------------------------------ | ------------------------------------- | ------------------------------------------ |
| Herreneinzel | Flemming Delfs                 | Claus Andersen                        | Gert Helsholt                              |
| Herreneinzel | Flemming Delfs                 | Claus Andersen                        | Steen Fladberg                             |
| Dameneinzel  | Lene Køppen                    | Rikke von Sørensen                    | Kirsten Larsen                             |
| Dameneinzel  | Lene Køppen                    | Rikke von Sørensen                    | Susanne Berg                               |
| Herrendoppel | Steen Skovgaard Flemming Delfs | Steen Fladberg Svend Pri              | Michael Kjeldsen Mark Christiansen         |
| Herrendoppel | Steen Skovgaard Flemming Delfs | Steen Fladberg Svend Pri              | Jens Peter Nierhoff Jan Hammergaard Hansen |
| Damendoppel  | Lene Køppen Anne Skovgaard     | Nettie Nielsen Dorte Kjær             | Lise Kissmeyer Jane Pedersen               |
| Damendoppel  | Lene Køppen Anne Skovgaard     | Nettie Nielsen Dorte Kjær             | Nettie Nielsen Annette Bernth              |
| Mixed        | Steen Skovgaard Anne Skovgaard | Jan Hammergaard Hansen Helle Guldborg | Steen Fladberg Pia Nielsen                 |
| Mixed        | Steen Skovgaard Anne Skovgaard | Jan Hammergaard Hansen Helle Guldborg | Kenneth Larsen Charlotte Piigaard          |